# Michael Agazzi
Michael Agazzi (Ponte San Pietro, 3 luglio 1984) è un allenatore di calcio ed ex calciatore italiano, di ruolo portiere, collaboratore tecnico del Real Calepina.

## Carriera

### Club

#### Gli inizi
Nativo di Ponte San Pietro e cresciuto a Villa d'Adda, inizia la sua carriera calcistica nelle giovanili dell'Atalanta, venendo aggregato alla prima squadra sin dalla stagione 2001-2002 senza mai esordire. Nell'agosto 2003 passa in prestito al Südtirol, militante in Serie C2: la formazione sfiora la promozione in C1 perdendo ai play-off contro la Cremonese, con Agazzi che disputa solo due gare subendo una rete.

#### Triestina, Sassuolo e Foggia
Al termine della stagione torna all'Atalanta, per essere nuovamente mandato in prestito, questa volta alla Triestina in Serie B: pur non collezionando alcuna presenza, nella stagione successiva viene acquistato definitivamente dagli alabardati, disputando cinque gare e subendo sette reti. Nel 2006-2007 è girato in prestito al Sassuolo, in Serie C1, dove colleziona 20 presenze arrivando secondo in campionato ad un punto dal Grosseto e perdendo la semifinale play-off con il Monza, mentre l'anno dopo, ancora una volta in prestito, va al Foggia: con i pugliesi gioca 25 partite e per poco non va in Serie B, perdendo i play-off ancora con la Cremonese, questa volta in semifinale.
Nella stagione 2008-2009 ritorna alla Triestina, nella quale diventa un punto fermo e gioca tutte le 42 partite di campionato da titolare.

#### Il passaggio al Cagliari
Nel mercato estivo del 2009 viene acquistato in comproprietà dal Cagliari, che decide di lasciare il portiere in Friuli-Venezia Giulia per la stagione seguente. Visti però gli infortuni prima del portiere di riserva Cristiano Lupatelli e poi del titolare della società sarda Federico Marchetti, nell'ultimo giorno della sessione di mercato invernale della stagione 2009-2010 il Cagliari decide di portarlo in Sardegna per affiancarlo al giovane terzo portiere della società rossoblu Mauro Vigorito, riscattando la seconda parte del cartellino.
Esordisce sia in Serie A che con la maglia dei sardi il 7 febbraio 2010, nella gara in trasferta contro i campioni d'Italia in carica dell'Inter, persa per 3-0. Nella stagione successiva, visti i problemi nati tra la società ed il portiere Federico Marchetti, diventa il portiere titolare dei rossoblu, giocando tutte le 38 gare di campionato.
Durante il campionato 2011-2012, in cui viene confermato titolare, registra il record personale di imbattibilità in Serie A, con 471' di porta inviolata. Ad interrompere la lunga serie positiva è il gol di Antonio Candreva su rigore nel match Cesena-Cagliari del 26 ottobre 2011, terminato in parità col risultato di 1-1.
In Palermo-Cagliari del 15 settembre 2012 si trova a fronteggiare un'insidiosa punizione di Fabrizio Miccoli: la palla cambia improvvisamente traiettoria in volo, costringendo il portiere a ricorrere a un intervento di tacco.
Agazzi mantiene il posto da titolare della squadra sarda fino al mese di novembre 2013, quando gli viene preferito Vlada Avramov, complice un infortunio muscolare alla coscia destra. In precedenza, nelle prime giornate della stagione 2013-2014, aveva fornito prestazioni altalenanti caratterizzate da qualche incertezza. Per il resto del girone d'andata viene relegato in tribuna a causa di divergenze sorte con la dirigenza del Cagliari riguardo ai termini del rinnovo del contratto. Lascia la squadra a gennaio, dopo 125 presenze complessive tra campionato e coppa nazionale.

#### Chievo
Il 30 gennaio 2014 passa a titolo definitivo al ChievoVerona nell'operazione che porta in Sardegna Marco Silvestri. Esordisce con la maglia gialloblu contro la Juventus, partita finita 3-1 per i bianconeri. Confermato titolare anche nelle gare successive, è autore di buone prestazioni e risulta decisivo nella partita vinta per 1-0 contro la sua ex squadra, il Cagliari, che vale la permanenza nella massima serie per i clivensi.

#### Milan e prestito al Middlesbrough
Il 22 maggio 2014 il Milan, tramite un comunicato ufficiale sul proprio sito internet, ufficializza l'acquisto a parametro zero di Agazzi a partire dalla stagione 2014-2015. Sceglie la maglia numero 1, ma non viene mai impiegato nella sua prima stagione al Milan, in quanto terzo portiere dietro a Diego Lopez e Christian Abbiati.
Il 29 agosto 2015 passa in prestito con diritto di riscatto al Middlesbrough, club inglese militante nel Championship. Con la maglia del Boro, però, non disputa neanche una partita ufficiale nel corso dell'annata. Al termine della stagione, culminata con la promozione della squadra in Premier League, non viene riscattato e fa quindi ritorno al Milan.

#### Cesena e Alessandria
Per la stagione 2016-2017 si accasa al Cesena, mentre l'anno successivo difende la porta dell'Alessandria.

#### Ascoli
Nella finestra di mercato invernale 2018 si trasferisce all'Ascoli a titolo definitivo.

#### Cremonese
Il 16 novembre 2018 passa a titolo definitivo alla Cremonese dopo essere rimasto svincolato dall’Ascoli più di 4 mesi prima.

### Nazionale
Il 16 maggio 2013 viene convocato per la prima volta in Nazionale dal CT Cesare Prandelli che lo inserisce nella lista dei 31 convocati in vista dell'amichevole contro San Marino e del match di qualificazione ai Mondiali 2014 contro la Repubblica Ceca.

## Statistiche

### Presenze e reti nei club
| Stagione         | Squadra          | Campionato       | Campionato | Campionato | Coppe nazionali | Coppe nazionali | Coppe nazionali | Coppe continentali | Coppe continentali | Coppe continentali | Altre coppe | Altre coppe | Altre coppe | Totale | Totale |
| Stagione         | Squadra          | Comp             | Pres       | Reti       | Comp            | Pres            | Reti            | Comp               | Pres               | Reti               | Comp        | Pres        | Reti        | Pres   | Reti   |
| ---------------- | ---------------- | ---------------- | ---------- | ---------- | --------------- | --------------- | --------------- | ------------------ | ------------------ | ------------------ | ----------- | ----------- | ----------- | ------ | ------ |
| 2001-2002        | Atalanta         | A                | 0          | 0          | CI              | 0               | 0               |                    | -                  | -                  |             | -           | -           | 0      | 0      |
| 2002-2003        | Atalanta         | A                | 0          | 0          | CI              | 0               | 0               |                    | -                  | -                  |             | -           | -           | 0      | 0      |
| Totale Atalanta  | Totale Atalanta  | Totale Atalanta  | 0          | 0          |                 | 0               | 0               |                    | -                  | -                  |             | -           | -           | 0      | 0      |
| 2003-2004        | Südtirol         | C2               | 2          | -1         | CI-C            | ?               | ?               |                    | -                  | -                  |             | -           | -           | 2      | -1     |
| 2004-2005        | Triestina        | B                | 0          | 0          | CI              | 2               | -5              |                    | -                  | -                  |             | -           | -           | 2      | -5     |
| 2005-2006        | Triestina        | B                | 5          | -7         | CI              | 0               | 0               |                    | -                  | -                  |             | -           | -           | 5      | -7     |
| 2006-2007        | Sassuolo         | C1               | 20+2       | -15+-4     | CI              | 1               | -3              |                    | -                  | -                  |             | -           | -           | 23     | -22    |
| 2007-2008        | Foggia           | C1               | 25+2       | -25+-1     |                 | -               | -               |                    | -                  | -                  |             | -           | -           | 27     | -26    |
| 2008-2009        | Triestina        | B                | 42         | -47        | CI              | 2               | -2              |                    | -                  | -                  |             | -           | -           | 44     | -49    |
| 2009-gen. 2010   | Triestina        | B                | 23         | -33        | CI              | 3               | -3              |                    | -                  | -                  |             | -           | -           | 26     | -36    |
| Totale Triestina | Totale Triestina | Totale Triestina | 70         | -87        |                 | 7               | -10             |                    | -                  | -                  |             | -           | -           | 77     | -97    |
| gen.-giu. 2010   | Cagliari         | A                | 3          | -4         | CI              | -               | -               |                    | -                  | -                  |             | -           | -           | 3      | -4     |
| 2010-2011        | Cagliari         | A                | 38         | -51        | CI              | 0               | 0               |                    | -                  | -                  |             | -           | -           | 38     | -51    |
| 2011-2012        | Cagliari         | A                | 36         | -46        | CI              | 1               | -1              |                    | -                  | -                  |             | -           | -           | 37     | -47    |
| 2012-2013        | Cagliari         | A                | 34         | -45        | CI              | 1               | -1              |                    | -                  | -                  |             | -           | -           | 35     | -46    |
| 2013-gen. 2014   | Cagliari         | A                | 11         | -19        | CI              | 1               | -2              |                    | -                  | -                  |             | -           | -           | 12     | -21    |
| Totale Cagliari  | Totale Cagliari  | Totale Cagliari  | 122        | -165       |                 | 3               | -4              |                    | -                  | -                  |             | -           | -           | 125    | -169   |
| gen.-giu. 2014   | Chievo           | A                | 14         | -21        | CI              | -               | -               | -                  | -                  | -                  | -           | -           | -           | 14     | -21    |
| 2014-2015        | Milan            | A                | 0          | 0          | CI              | 0               | 0               | -                  | -                  | -                  | -           | -           | -           | 0      | 0      |
| 2015-2016        | Middlesbrough    | FLC              | 0          | 0          | FACup+CdL       | 0               | 0               | -                  | -                  | -                  | -           | -           | -           | 0      | 0      |
| 2016-2017        | Cesena           | B                | 21         | -26        | CI              | 4               | -2              | -                  | -                  | -                  | -           | -           | -           | 25     | -28    |
| 2017-gen. 2018   | Alessandria      | C                | 15         | -21        | CI + CI-C       | 2+1             | -4 + -2         | -                  | -                  | -                  | -           | -           | -           | 18     | -27    |
| gen.-giu. 2018   | Ascoli           | B                | 14+2       | -15+-0     | CI              | -               | -               | -                  | -                  | -                  | -           | -           | -           | 16     | -15    |
| nov. 2018-2019   | Cremonese        | B                | 12         | -10        | CI              | -               | -               | -                  | -                  | -                  | -           | -           | -           | 12     | -10    |
| 2019-mag. 2020   | Cremonese        | B                | 13         | -13        | CI              | 3               | -3              | -                  | -                  | -                  | -           | -           | -           | 16     | -16    |
| Totale Cremonese | Totale Cremonese | Totale Cremonese | 25         | -23        |                 | 3               | -3              |                    | -                  | -                  |             | -           | -           | 28     | -26    |
| Totale carriera  | Totale carriera  | Totale carriera  | 334        | -404       |                 | 21              | -28             |                    | -                  | -                  |             | -           | -           | 355    | -432   |